# 9374 Sundre
9374 Sundre este un asteroid din centura principală de asteroizi.

## Descriere
9374 Sundre este un asteroid din centura principală de asteroizi. A fost descoperit pe 19 martie 1993 la Observatorul La Silla în cadrul programului UESAC. El prezintă o orbită caracterizată de o semiaxă mare de 2,31 ua, o excentricitate de 0,19 și o înclinație de 1,0° în raport cu ecliptica.